# I 7 magnifici Jerry
I 7 magnifici Jerry (The Family Jewels) è un film diretto e interpretato da Jerry Lewis; girato tra il 18 gennaio e il 2 aprile 1965, venne distribuito nei cinema dalla Paramount Pictures il 1º giugno 1965.

## Trama
Dina Peyton è una bambina di dieci anni che eredita una fortuna alla morte del padre. Come da disposizioni testamentarie, Dina deve scegliere tra i suoi sei zii quello che diverrà il suo nuovo "papà".
Willard Woodward, l'autista di famiglia, conduce la bambina ad incontrare uno per uno i suoi zii, per passare un po' di tempo con ciascuno di loro. Willard ha una piccola stravaganza: spesso indossa le scarpe al contrario, scambiando la destra con la sinistra. La cosa non gli crea nessun fastidio essendoci ormai abituato. Gli zii (tutti interpretati da Jerry Lewis), cercano di accattivarsi le simpatie di Dina, eccetto uno che odia i bambini e un altro che la rapisce per chiedere un riscatto. Comunque, più passa del tempo con loro, più la ragazzina si rende conto che è Woodward quello che vorrebbe veramente come "padre".
Sfortunatamente gli avvocati non approvano la sua decisione circa Woodward, insistendo sulla necessità di scegliere tra uno degli zii, come da disposizione testamentaria. All'ultimo momento appare Everett, lo zio clown che odia i bambini e chiede alla ragazzina di scegliere lui come padre. Lei accetta, perché ha capito, dal particolare delle scarpe scambiate, che in realtà non è veramente zio Everett, ma Woodward travestito.

## Curiosità
- Il trucco da clown usato da uno dei personaggi interpretati da Lewis è ispirato al trucco usato dallo stesso Jerry Lewis nel film Il circo a tre piste (1954). Fu nuovamente riutilizzato da Lewis anche in Bentornato picchiatello (1980).
- I sei zii che Lewis interpreta sono:

1. Giacomino: un vecchio capitano di un battello
2. Everett: un cinico clown da circo, desideroso di emigrare in Svizzera
3. Eddie: uno strambo pilota d'aereo
4. Julius: un fotografo, in pratica identico fisicamente al Prof. Kelp di Le folli notti del dottor Jerryll (1963)
5. Skylock: un detective privato con aiutante annesso (Sebastian Cabot)
6. Bugsy: un gangster dato per morto
- Il doppiaggio italiano del film, ha trasformato il nome di uno dei personaggi di Lewis: Il capitano James è diventato "Giacomino".
- In una scena del film, il gruppo musicale che canta la canzone This Diamond Ring stipato nel bagno dell'aeroplano, è la band di uno dei figli di Jerry Lewis, i Gary Lewis and the Playboys[1].
- La bambina protagonista nel film, Donna Butterworth, ottenne per la sua interpretazione una candidatura ai Golden Globe del 1966. Successivamente partecipò al film Paradiso hawaiano (1966) con Elvis Presley, nel quale, in una scena, cantò anche in duetto con il "Re"[2].
- L'aereo pilotato dal Capitano Eddie è uno Junkers Ju 52.

## Riconoscimenti
- 1 Nomination ai Golden Globe per Donna Butterworth come Most Promising Newcomer nella categoria femminile